# Meško
Meško je priimek več znanih Slovencev:
- Bogdan Kristofer Meško, glasbenik, publicist, aktivist
- Borut Meško, novinar (u. 2010); po njem poimenovana Meškova nagrada
- Dušan Meško, častnik SV
- Erna Meško (r. Zadravec) (1911—1999), pisateljica, pesnica, političarka
- Franc Ksaver Meško (1874—1964), duhovnik in pisatelj
- Gorazd Meško (*1965), socialni pedagog, kriminolog, viktimolog, prof. Fakultete za varnostne vede
- Helena Meško, ravnateljica Konservatorija za glasbo in balet Maribor
- Ivan Meško (1933—2019), matematik, ekonomski analitik, univ. prof.
- Jakob Meško (1824—1900), rimskokatoliški duhovnik, narodni buditelj, publicist
- Josip (Jožef) Meško (1898—1973), teolog, mariborski stolni prošt, generalni vikar, apostolski protonotar
- Maja Meško (*1979), letalska in prometna psihologinja, prof. UP FM
- Maja Meško, biokemičarka
- Nina Meško (*1973), plesalka, koreografinja, plesna pedagoginja
- Pika Meško Brguljan, medicinska (klinična) biokemičarka
- Primož Meško (*196?), režiser in scenarist
- Stan Kiar (Bogdan) Meško (*1936), slikar, grafik

Tuji nosilci
- Dušan Meško (*1956), slovaški zdravnik, specialist za športno medicino, univ. prof.
- Marta Meško, ukrajinska redovnica, članica Marijinih sester čudodelne svetinje